# Jenny Addams
Mary Jenny Beatrice Addams (Brussel, 15 februari 1909 - Waver, januari 1990) was een Belgische schermster, hockeyspeelster en -scheidsrechter. Ze nam viermaal deel aan de Olympische Spelen. Ze werd eenmaal Europees en tienmaal Belgisch kampioene floret.

## Loopbaan

### Schermen
Addams had een Britse vader en een Belgische moeder. In 1927 verwierf ze de Belgische nationaliteit. Dat jaar werd ze ook voor het eerst Belgisch kampioene floret. Het jaar nadien kon ze haar Belgische titel verlengen.  Ze nam in 1928 ook deel aan de Olympische Spelen in Amsterdam. Ze werd zesde in de finaleronde. 
Ook in 1929 en 1930 veroverde ze de Belgische titel in het floretschermen. In het laatste jaar won ze in Luik het Europees kampioenschap floret bij de dames.
In 1931 en 1932 veroverde Addams een vijfde en zesde Belgische titel. Ze nam ook deel aan de Olympische Spelen van 1932 in Los Angeles. Ze werd vierde in de finaleronde van het floret, waarbij ze uittredend kampioene Helene Mayer wist te kloppen met 5-4. In 1933 besloot ze na zes opeenvolgende overwinningen haar Belgische titel niet te verdedigen zodat haar concurrenten ook eens een titel konden halen. In 1935 veroverde ze een bronzen medaille op de Europese kampioenschappen in Lausanne. Het jaar nadien behaalde ze haar achtste Belgische titel. Op de Olympische Spelen van 1936 in Berlijn behaalde ze opnieuw de finaleronde. Ze eindigde zesde in het eindklassement.
In 1937 nam ze net zoals in 1933 en 1934 niet deel aan de Belgische kampioenschappen. Ze nam wel deel aan de eerste wereldkampioenschappen in Parijs, waar ze zich opnieuw kon plaatsen voor de finaleronde. Na nederlagen in haar eerste drie wedstrijden tegen de laatste drie olympische kampioenen  Ilona Elek,Helene Mayer en Ellen Preis kon ze de vierde plaats behalen. Het jaar nadien wist ze voor de negende keer de Belgische titel te veroveren. Op de wereldkampioenschappenvan dat jaar in Piešťany ontbrak de wereldtop. Addams tegenstand bestond uit twee Franse en zes Tsjecho-Slowaakse schermsters. In een rechtstreekse finaleronde verloor ze overmand door zenuwen twee wedstrijden en behaalde ze de derde plaats.
Na de Tweede Wereldoorlog werd Addams in 1946 voor de tiende maal Belgisch kampioene. In 1948 nam ze in Londen voor de vierde keer deel aan de Olympische Spelen. Daar werd ze met een vijfde plaats in de halvefinaleronde uitgeschakeld.

### Hockey
Addams speelde ook hockey. Ze was aangesloten bij La Rasante en vanaf eind 1927 bij Léopold HC. Bij die laatste club werd ze in 1930, 1936 en 1937 landskampioen. Ze was ook lid van de nationale ploeg. In 1926 speelde ze als doelvrouw in de interlands tegen Nederland  en Frankrijk. Vanaf 1928 was ze een vaste waarde als verdedigster.
Naast een carrière als speelster was Addams ook actief als scheidsrechter in de hoogste Belgische mannencompetitie. In 1930 floot ze al wedstrijden in de hoogste klasse. Ze was ook scheidsrechter tijdens interlands. Zo floot ze in 1946 de vrouwenwedstrijd België - Nederland.

## Palmares

### Schermen nationaal
- 1927:  BK
- 1928:  BK
- 1929:  BK
- 1930:  BK
- 1931:  BK
- 1932:  BK
- 1935:  BK
- 1936:  BK
- 1938:  BK
- 1946:  BK

### Schermen internationaal
- 1928: 6e OS in Amsterdam
- 1930:  EK in Luik
- 1932: 4e OS in Los Angeles
- 1935:  EK in Lausanne
- 1936: 6e OS in Berlijn
- 1937: 4e WK in Parijs
- 1938:  WK in Piestany
- 1948: 5e ½ finale OS in Londen

### Hockey
- 1930: landskampioen (met Léopold HC)
- 1936: landskampioen (met Léopold HC)
- 1937: landskampioen (met Léopold HC)